# Walter Guion
Walter Guion (ur. 3 kwietnia 1849, zm. 7 lutego 1927) – amerykański prawnik i polityk związany z Partią Demokratyczną.
W 1918 roku był senatorem Stanów Zjednoczonych z Luizjany.